# Печена Аляска

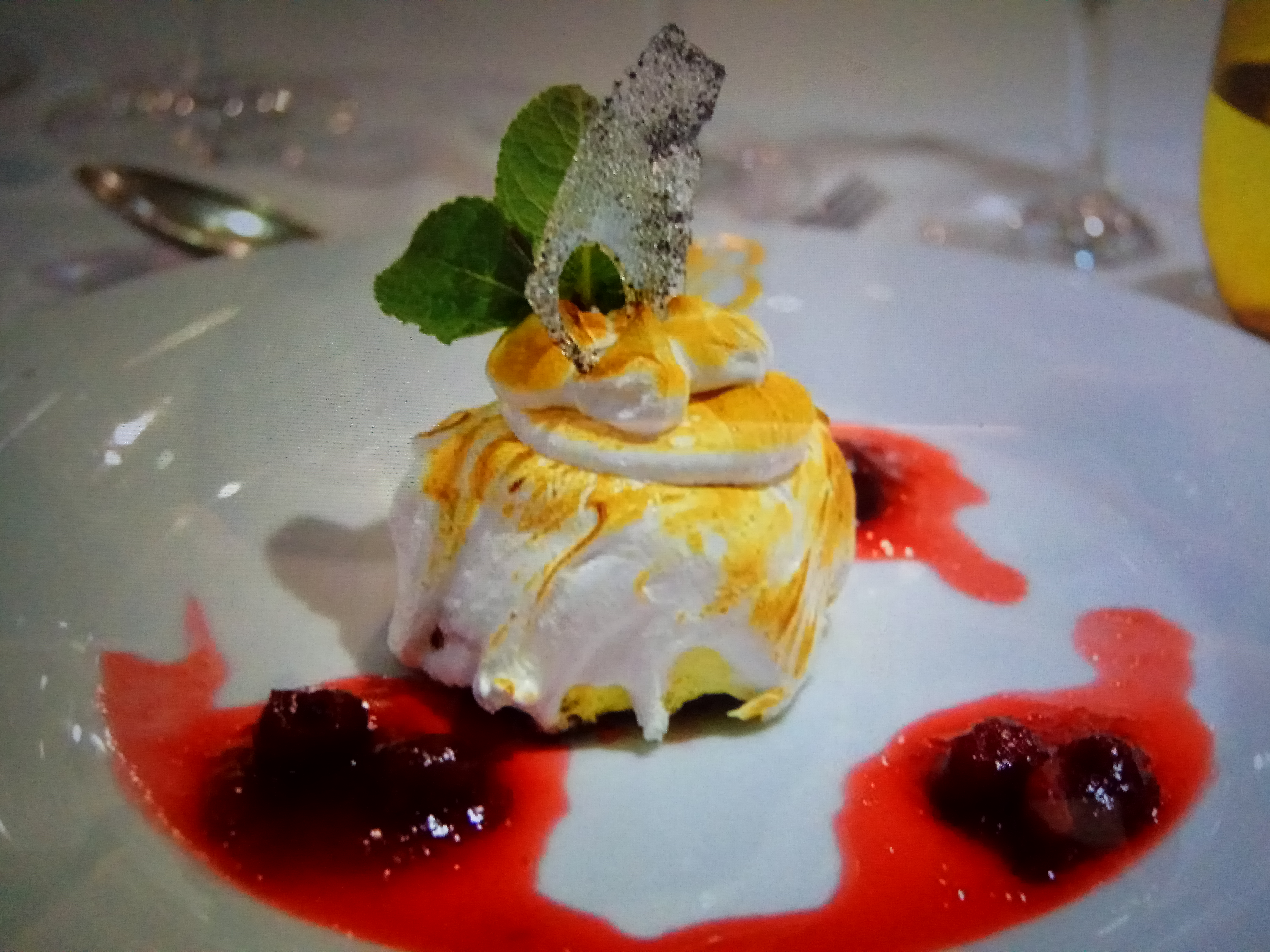
Десерт "Печена Аляска"

Печена Аляска (англ. baked Alaska) — десерт із морозива, бісквіту та безе.

## Історія
Найвідоміша версія походження назви Печена Аляска говорить про те, що це знак вшанування продажу Аляски. 

## Спосіб приготування
Десерт який робиться з шару бісквітного тіста та шару морозива зверху, все це покрито шаром меренгів.
Аляска запікається дуже швидко (приблизно 5 хв.) в духовці при дуже високій температурі, доки меренги не стануть золотисто-коричневі.
Меренги ізолюють морозиво і не дають йому розтанути.